# Akwarium gatunkowe

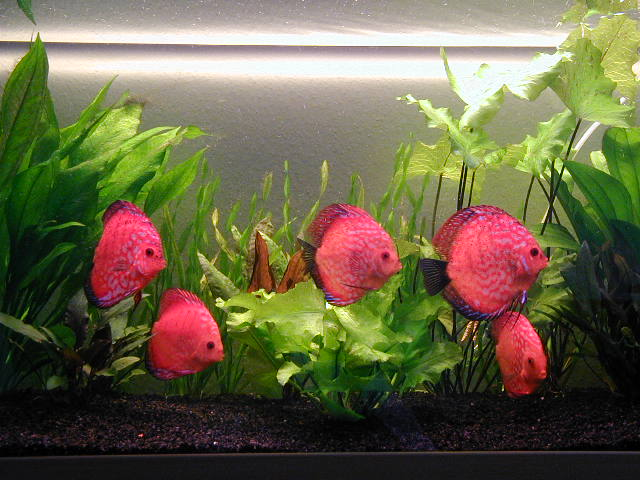
Akwarium gatunkowe z paletkami.

Akwarium gatunkowe, akwarium jednogatunkowe – akwarium dostosowane dla jednego gatunku ryb mające na celu obserwację zachowania właściwe danemu gatunkowi w ich środowisku naturalnym. Parametry chemiczne i temperatura wody, rodzaj i natężenie oświetlenia oraz wystrój wnętrza akwarium są zbliżone do warunków występujących w naturze, zapewniając rozwój ryb. W akwariach gatunkowych często doprowadza się do tarła (rozrodu) ryb, jak i odchowu narybku.